# Von Békésy (Mondkrater)
Von Békésy ist ein Einschlagkrater auf der Mondrückseite.
Der Krater Von Békésy liegt im Norden der erdabgewandten Seite, südlich des Kraters Schwarzschild, der etwa auf halbem Wege zwischen dem Krater und dem Mondnordpol liegt. In der näheren Umgebung finden sich Millikan im Südwesten, Segers im Süden und Volterra in nordöstlicher Richtung.
Der Kraterrand ist von vielen späteren Einschlägen gezeichnet. Die Entstehungszeit des Kraters wird der pränektarischen Periode zugerechnet.
von Békésy hat zwei Nebenkrater:
| Buchstabe | Position           | Durchmesser | Link |
| --------- | ------------------ | ----------- | ---- |
| F         | 52,8° N, 137,04° O | 19 km       |      |
| T         | 52° N, 121,73° O   | 30 km       |      |

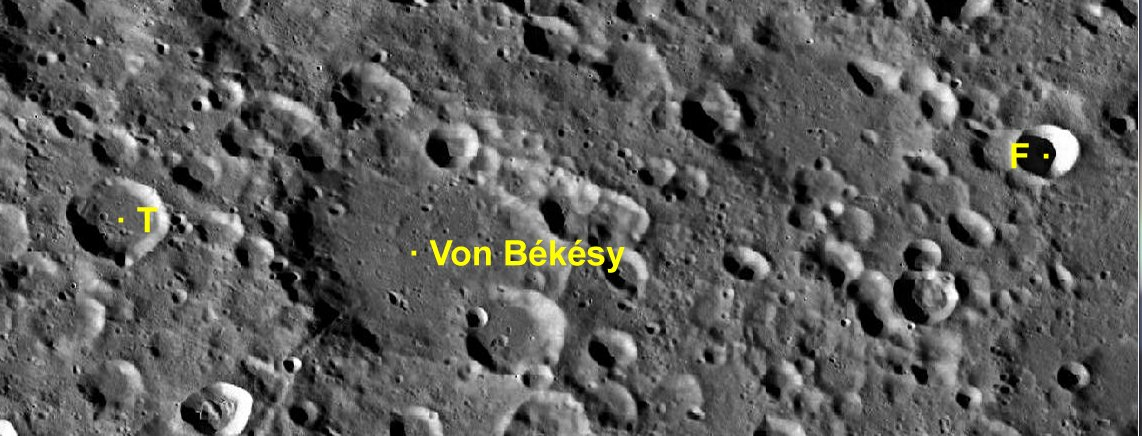
Von Békésy mit seinen Nebenkratern

Der Krater wurde 1979 von der IAU offiziell nach dem ungarisch US-amerikanischen Biophysiker Georg von Békésy benannt.